# Ich weiß, daß mein Erlöser lebt
Ich weiss, dass mein Erloser lebt (Je sais que mon rédempteur est vivant) est une cantate religieuse de Georg Philipp Telemann précédemment attribuée à Johann Sebastian Bach dans un manuscrit perdu depuis le début du XIXe siècle. La cantate avait donc reçu le numéro de catalogue BWV 160. Lorsque le catalogue de Telemann a été collationné dans les années 1950, il apparut qu'il en était l'auteur et que Bach était étranger à cette cantate. La cantate porte aujourd'hui le nouveau numéro TWV 1:877.
L’œuvre est écrite à l'occasion de Pâques pour voix soliste, violon et continuo. Le texte est de Erdmann Neumeister. Il s'agit en réalité du texte de Job 19:25-27 : « Je sais que mon Rédempteur est vivant [...] ». Job a perdu tous ses biens, sa femme, ses enfants, ses amis. Il est malade, laissé pour mort. Et pourtant, son espoir en son Dieu est sauf et c'est ce qui le sauvera. C'est une préfiguration vétérotestamentaire de la résurrection du Christ.